# Friedrich Godward von Syberg
Friedrich Godward von Syberg (* 1656; † 28. August 1729) war ein preußischer Kammerherr, Oberstallmeister und General der Kavallerie. Er war Ritter des Schwarzen Adlerordens.
Er war der Sohn des Kommandanten von Wesel, Kasper von Syberg zu Voerde († 21. Dezember 1679) und dessen erster Frau Albertine von Steinhaus.
Im Jahr 1705 wurde er zum Generalmajor befördert und am 7. September 1711 ernannte ihn der König Friedrich Wilhelm I. zum wirklichen Kammerherren und Generalmajor der Kavallerie. Dazu war er Oberstleutnant der Garde du Corps und Oberstallmeister. Zudem war er Ritter des Johanniterordens und Komtur der Kommende Wietersheim, sowie Amtshauptmann von Lehnin und Herr von Haus Ermlinghofen (zwischen Hörde und Hacheney). Im Januar 1712 wurde er Ritter des Schwarzen Adlerordens.
Er war verheiratet mit Louise Christiane von Bartholdi († 5. Oktober 1725) einer Tochter des preußischen Finanzministers von Bartholdi. Das Paar hatte keine Kinder.